# Paul Clement (antrenor)
Paul Clement (n. 8 ianuarie 1972, Greater London, Anglia, Regatul Unit) este un antrenor englez de fotbal. El activat la clubul spaniol din La Liga, Real Madrid, ca antrenor secund al lui Zinédine Zidane. Clement a mai lucrat cu Carlo Ancelotti în trecut, la Real Madrid ,Chelsea, Paris Saint-Germain și  Bayern München. El a mai antrenat Fulham, Blackburn Rovers și selecționata de fotbal a Irlandei under-21. 